# 尊严之家
尊严之家（西班牙文：Colonia Dignidad），又称尊严殖民地，是前纳粹德国医生保罗·舍费尔·施耐德于1961年在位于智利马乌莱大区的一个偏远地区建立的一个宗教社团的移民社区。最初建立移民社区时，来自德国的300多移民成为了社区的主要居民，社区占地面积约为137平方公里。“尊严之家”是一个不与外界接触，严格封闭管理的一个神秘社团，后来被认定是一个邪教组织。在智利军政府时期，“尊严之家”曾经协助军政府迫害异议人士。1991年更名为：“巴伐利亚山庄”。20世纪90年代后期，“尊严之家”结束了社区封闭管理，现在已经改为旅游度假景点。

## 社区成立背景
创始人保罗·舍费尔·施耐德出生于德国的特罗斯多夫，二战期间在德军战地医院工作，二战结束后曾在美国福音自由教会中担任青年领导人，后被发现因为性侵男少年而被开除，后来又因同样的行为遭到西德政府的通缉而出逃。
1950年代，当时美国基督教福音派代表人物威廉·伯兰汉姆的宣教风靡整个西方世界，伯兰汉姆的末日预言预示着西方民主国家即将毁灭，保罗·舍费尔·施耐德在德国期间，深受其影响。保罗·舍费尔·施耐德一直宣传伯兰汉姆的教义宗旨，“尊严之家”很多定居者也是伯兰汉姆的信奉者。当时德国分裂为东西德国，很多移民定居者由于二战战乱的经历以及对东德共产制度的厌恶，怀着寻求世外桃源的梦想追随保罗·舍费尔·施耐德。而保罗·舍费尔·施耐德在成员中也有巨大的影响力，在他的组织之下，前后有300多成员从德国移民到智利。
保罗·舍费尔·施耐德以早期基督教为样板而营造移民社区，移民社区位于人烟稀少的偏远山区，移民们来到这里一切都是白手起家。除了开垦农田种植小麦、饲养家禽和生猪等农业产业之外，还建立了金属加工工厂和发电厂以供应社区所需的物资和能源。成员们几乎从事无偿的劳动。除此之外，还开办了医院、学校，另外又建设了简易机场。农庄建设当初，周围的智利当地人，对这些德国移民所建立起来的整洁环境和良好的秩序都充满好感。自19世纪以来，就有来自德国的移民移居智利，他们身上所体现出来的吃苦耐劳、勤奋工作的品行赢得了智利人的尊重，这也是“尊严之家”能得以被接受的原因。

## 社区内幕
为了塑造对外形象，社区通过自己拍摄的影片，记录了社区里的男人们从事田间农活，妇女们从事家务劳动，周日居民在教堂做礼拜，唱圣歌，社区居民们经常身着德国巴伐利亚传统服装，举办德国传统文化节，保持着德国文化等反映社区日常生活的画面。社区内设立的医院不但为社区内的居民服务，也为社区以外的当地穷人接诊。给外界展示了一个和谐、有序的社区景象。
但是社区内部对居民施行强制性的严格管理。以家族为单位的移居者按照年龄和性别划分为各个不同的小组。社区内实施禁欲主义，禁止男女之间的自由交往，甚至强迫人们服用抑制性兴奋的药物。男女组建家庭，必须得到舍费尔的准许。此外保罗·舍费尔·施耐德还对圣经中的关于“所有物的共有”和弟兄姐妹的教义进行肆意曲解，按照人人皆弟兄姐妹的理念，婴儿出生后，孩子从母亲那里送到社区的保育院，由保育员抚养。孩子自小就没有父母的概念，对大人只有叔叔、阿姨的概念。即便是亲生父母也不能称自己的孩子是“儿子”或“女儿”
。亲生父母也很难得与自己的子女合影留念。在教育方面，社区内出生的孩子们接受的教育程度既少于外界，也远远低于从德国移民来的家长所受教育的程度。在教育结束后孩子们就成了为社区服务的无偿劳动力。
在社区内家庭分散，社区与外界隔离，甚至不允许社区居民向外界透露社区内的状况。居民集体外出时，乘坐的大巴要把窗帘拉下，以防止居民看到外部世界的五花八门的广告，尤其是含有色情的广告。社区不允许居民离开社区，对社区内的异议者则实施监禁、拷打以及断绝食物等。“尊严之家”成了智利法律都无法触及的国中之国，舍费尔也成了“国王”，凡是舍费尔说的话，在社区成了人人必须遵守的金科玉律。为了防止居民向外逃跑，社区修筑了隔离墙、铁丝网以及监视塔楼。为了阻绝来自外界的信息，社区内禁止使用电视机、电话、禁止阅读报刊以及禁止使用公众日历等。
舍费尔表面上道貌岸然，然而他本人为了满足自己的恋童癖，对很多男童几乎是天天实施性侵。由于社区不存在子女与父母的家庭组织，受害男童无法向自己的父母求助。
社区运作的财源除了来自社区的自身产业之外，有部分是来源于挪用纳粹德国在战前的资金，这些资金本该用于偿还战胜国，德国战败后，这些资金由前纳粹党人带到南美，试图用来重振纳粹活动。社区内的金属加工厂甚至可以生产轻型武器，以及利用慈善团体的名义，避开海关检查从国外走私进口军车坦克。
在如此严厉管制下，依然有人出逃向外界披露社区的真相。第一个人是沃尔夫冈·穆勒（Wolfgang Müller），他于1966年出逃，并首次揭露了社区内发生的罪行。穆勒获得了德国公民身份，并在一家报纸工作，很快在德国成为反对“尊严之家”的活动家，最后成为专门支持智利受害者的基金会主席。

## 与智利军政府的关系
1970年，在智利大选中获胜的萨尔瓦多·阿连德上台后，大力推行社会主义路线，使得保罗·舍费尔·施耐德担心智利会成为第二个古巴，从而危及到“尊严之家”本身。因而暗中与智利军界以及右翼团体沟通，支持军队推翻阿连德政府。1973年9月11日智利军方将领奥古斯托·皮诺切特发动政变推翻了阿连德政权，1974年8月，皮诺切特本人亲自访问了社区，“尊严之家”与智利军政府建立起了紧密的关系。

### 经济利益
早在社区成立之初，保罗·舍费尔·施耐德就请求智利政府以非盈利组织名义免除对社区实行征税。政变之后，智利军政府成了社区的保护伞。社区从军政府那里获得了对铀矿、钛白矿的开采权以及承揽筑路、建桥等公共项目的特殊许可，从而增加了社区的财源，对社区来说军政府时代是社区的“黄金时代”。2005年6月智利警方发现了社区附近拥有两座藏匿武器的仓库，里面发现了二战前后生产的自动步枪、机关枪、火箭弹等大量军火物资以及少量坦克，这些非法活动的运营都与智利军政府牵扯在一起。

### 人权迫害
智利军事政变后，军政府强力打压异议人士，而封闭的社区以及社区内私设刑讯室对智利军政府而言是最合适不过的地方。智利的秘密警察——智利國家情報總局（DINA）的负责人曼努埃尔·孔特雷拉斯在舍费尔的协助下，将大约300多名反对军政府的异议人士关进了“尊严之家”。据说，“尊严之家”进行的刑讯拷问比军政府更为严厉，在“尊严之家”的地下监狱中，被拘押人员受到了许多折磨，包括被狗撕咬和电击，据说最少有100多人在这里遇害。除此之外，“尊严之家”还将记者、律师、当地居民、计程车司机等相关人员的信息进行调查整理，并提供给军政府。1977年在国际舆论的压力下，孔特雷拉斯被解职。“尊严之家”随即为孔特雷拉斯提供了隐居住所。
有人猜测，“尊严之家”与智利军政府的合作细节尚未完全披露。 2005年保罗·舍费尔·施耐德被捕时，在 "bodega de las papas"（西班牙语意为：土豆地窖）中发现了藏有500多份政府失踪被拘留者的档案。这些档案中的每一份都包含了在舍费尔的监督下与皮诺切特军人政权合作犯下的严重侵犯人权的细节。20世纪70年代末，据称皮诺切特为了焚尸灭迹，下令将被害者的遗骸从埋葬的万人冢中挖掘出来，将遗骸扔进大海或烧掉。

## 后军政府时代
1990年3月随着皮诺切特的离职，智利军政府时代结束，“尊严之家”也失去了保护伞。1990年代初圣地亚哥法院在收到了来自社区内的医院和学校的26名儿童受虐报告后，对舍费尔发出了逮捕令，但是警察未能捉到本人。舍费尔本人最后一次露面是在1997年，他当众眼泪汪汪地发誓没有犯罪，之后他就在公众视野中消失了。
2004年智利法院判定保罗·舍费尔·施耐德的虐待儿童罪成立，除了虐童罪以外，他还被指控参与了1976年政治活动家胡安·马伊诺的失踪案。2005年3月10日，在舍费尔失踪近8年后，人们发现他躲在距离阿根廷布宜诺斯艾利斯40公里的一个名为“Las Acacias”的豪华封闭社区的别墅中 。经过智利和阿根廷当局两天的谈判，舍费尔被引渡到智利接受法庭审判。2006年5月24日，保罗·舍费尔·施耐德被认定犯有20项不诚实的虐待行为和5项强奸儿童的罪行，这些罪行被认为都是在1993年至1997年期间犯下的，因而被判处20年监禁，并根据未成年人代表的要求，被命令向11名未成年人支付7.7亿比索（约150万美元）的赔偿，其他一些高管人员也分别被判处5年至11年不等的徒刑，但是舍费尔并没有受到人权团体强烈要求的对参与军政府迫害人权的责任追究，2010年4月24日，服刑中的舍费尔因心脏衰竭在智利圣地亚哥的前监狱医院去世，终年88岁。

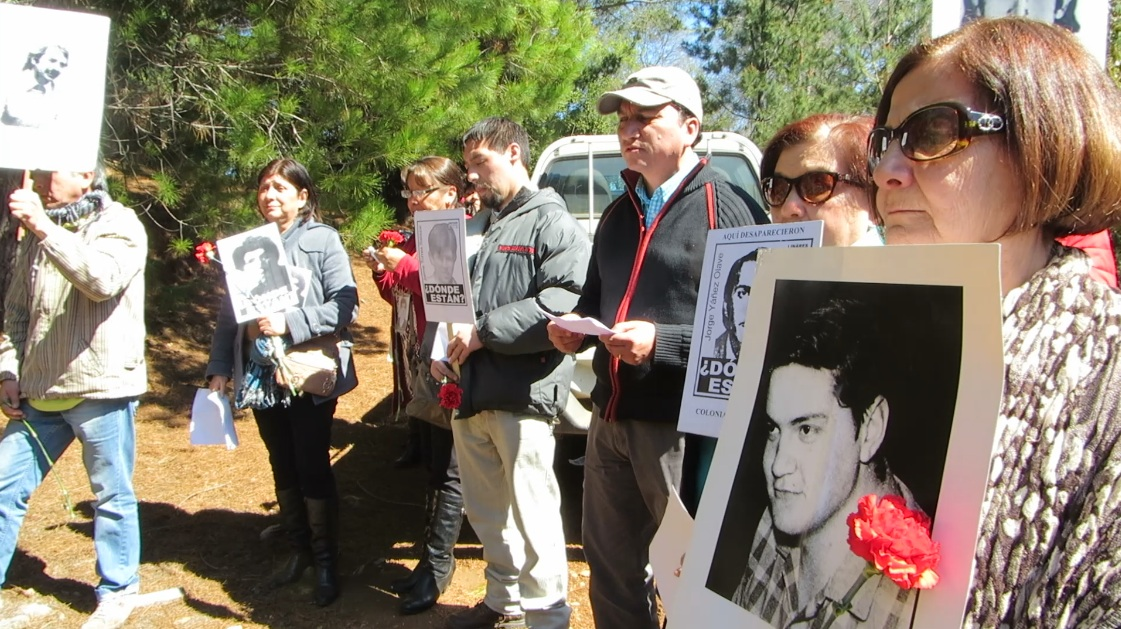
皮诺切特政权下的失踪者家属在“尊严之家”外面抗议，要求公布真相（照片上传于2015年）。

智利军政府时代结束后，那些遭到军政府逮捕之后下落不明的受害者们的家属一直要求“尊严之家”公布真相，然而社区大多数人对舍费尔和社区协助智利军政府迫害异议人士的这段历史却始终三缄其口，只有少数人向外界媒体披露了这段内情。
智利军政权结束之后，作为第一任民选政府的帕特里西奥·艾尔温总统以“尊严之家”社区经济运作非法为由，以智利卫生署的名义于1991年下令查封了社区的学校和医院，但是在律师团体的法庭诉讼之下，法院判决政府的查封令无效，医院和学校得以重新开放。
1991年“尊严之家”更名为“巴伐利亚山庄”，社区也结束了集中营式的封闭管理，成为开放的普通社区，现在社区成了旅游度假地，每年都接待慕名而来的游客。

## 德国政府的态度
“尊严之家”长期以来成了悬在德国与智利之间的外交问题，以至于德国政府最终不得不予以处理。据2019年5月18日的英国BBC网站报道，针对“尊严之家”的儿童性侵受害者，2019年5月17日，德国政府的一个政府委员会作出了向相关受害者补偿的决定，为此拨出350万欧元的基金，“尊严之家”的每个受害者最高可获得10,000欧元的补偿，估计有数百名受害者有资格获得补偿。

## 影视作品
- 根据“尊严之家”这个轶事，2014年10月德国电影导演佛罗瑞·加仑伯格与英国、卢森堡、法国合作拍摄了历史惊悚片《尊严殖民地》，2015年9月在多伦多国际电影节首度上映。

- 一部名为《纳粹邪教在智利》电视系列报道详细地叙述了这个社区的来龙去脉和真实内情，该电视系列片在Netflix播出（Netflix网站）。